# Горка (Липецкий сельсовет)
Горка — деревня в Верховажском районе Вологодской области.
Входит в состав Липецкого сельского поселения, с точки зрения административно-территориального деления — в Липецкий сельсовет.
Расстояние по автодороге до районного центра Верховажья — 69,7 км, до центра муниципального образования Леушинской — 2 км. Ближайшие населённые пункты — Леушинская, Ивонино, Светильново, Слобода.
По переписи 2002 года население — 18 человек.